# Deacon John Moore
Pour les articles homonymes, voir John Moore et Moore.
Deacon John Moore mieux connu sous le nom de Deacon John, né le 23 juin 1941 à La Nouvelle-Orléans en Louisiane, est un musicien de blues, rhythm and blues et rock 'n' roll. Il est également chanteur et leader de groupe.
En 2008, Deacon John est introduit au « Louisiana Music Hall of Fame ».

## Discographie
- 1990 Singer Of Song (Singer Of Song)
- 1999 Live at the New Orleans Jazz & Heritage Festival 1994 (RedBone)
- 2003 Deacon John's Jump Blues (Vetter) CD & DVD

## Télévision
- Il joue le rôle de l'ancien professeur de trombone d'Antoine Baptiste dans la série Treme de David Simon. Dépressif depuis le passage de l'ouragan Katrina, il n'arrive pas à se remettre de la perte de sa maison et de ses affaires dont un trombone donné par Kid Ory.